# 科貝良卡 (切爾尼希夫區)
51°34′14″N 31°32′20″E / 51.57056°N 31.53889°E

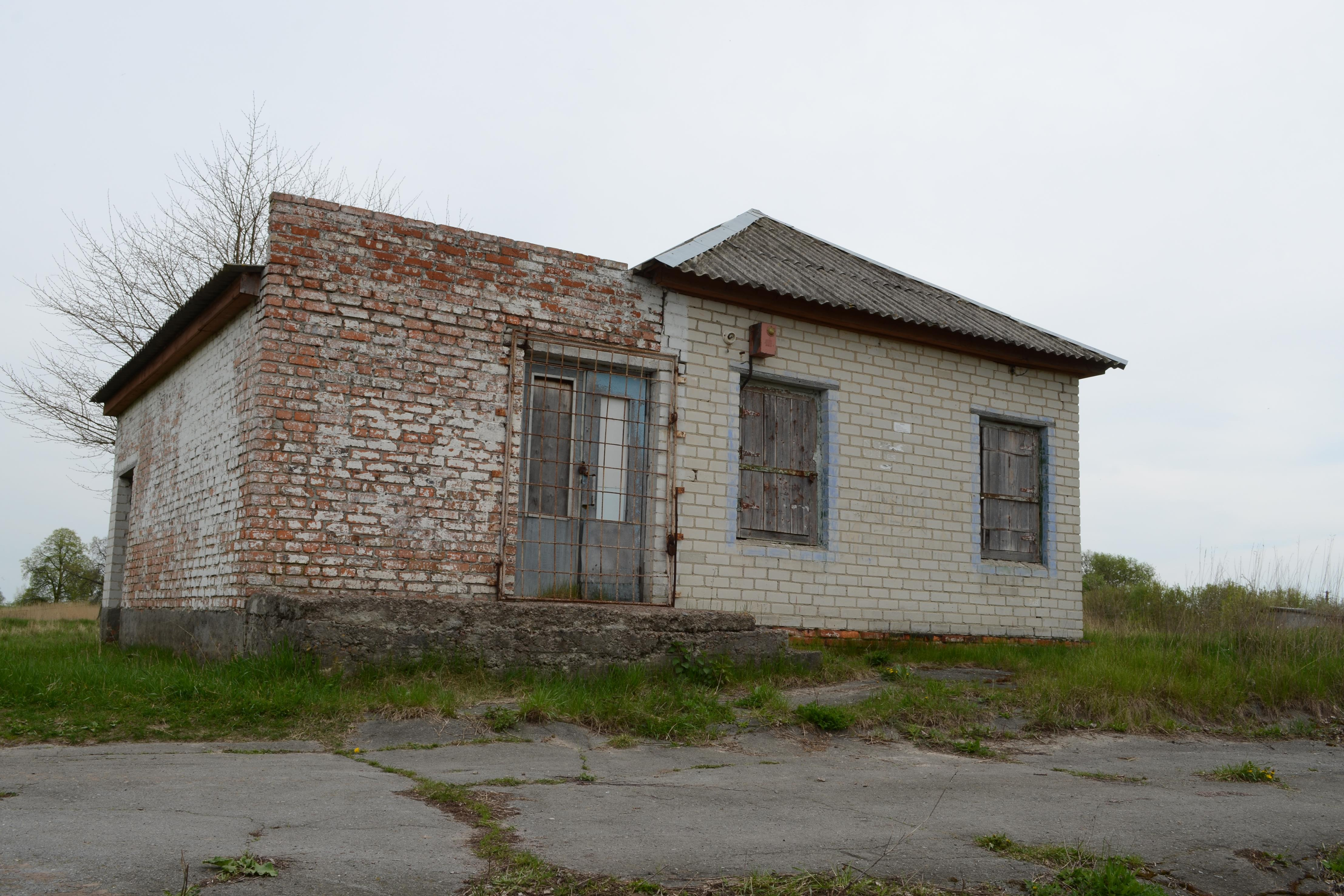
科贝良卡

科贝良卡（烏克蘭語：Кобилянка），是烏克蘭北部切爾尼希夫州切爾尼希夫區基塞利夫卡市镇的村落。始建於1689年，面積0.37平方公里，海拔高度111米，2001年人口55，人口密度每平方公里147.85人。